# شهین اعوانی
شهین اعوانی (متولد ۱۸ مرداد ۱۳۳۲) فیلسوف ایرانی و عضو هیئت علمی مؤسسه پژوهشی حکمت و فلسفه ایران است.

## زندگی
پژوهش‌های او عمدتاً در حوزه فلسفه کانت، فلسفه افلاطون، فلسفه میان‌فرهنگی، فلسفه اخلاق و زیبایی‌شناسی است. وی یکی از اعضای هیئت مؤسس انجمن فلسفه میان‌فرهنگی ایران است و همچنین در حال حاضر یکی از اعضای هیئت مدیرهٔ این انجمن نیز است.
اعوانی از سال ۱۳۸۲ تا شهریور ۱۳۹۰ معاون پژوهشی و تحصیلات تکمیلی مؤسسه حکمت و فلسفه بود. غلامرضا اعوانی برادر اوست.

## آثار
- ویرایش و تدوین کتاب آگاهی و گواهی. ترجمه و شرح انتقادی رساله تصور و تصدیق صدرالمتألهین شیرازی، تألیف مهدی حائری یزدی، انجمن اسلامی حکمت و فلسفه، ۱۳۶۰.
- ویرایش و تدوین کتاب هرم هستی: تحلیلی از مبادی هستی‌شناسی تطبیقی، مجموعه دروس مهدی حائری یزدی، مرکز ایرانی مطالعه فرهنگ‌ها، تهران، ۱۳۶۰.
- ویرایش و تدوین کتاب کاوش‌های عقل عملی: فلسفه اخلاق، دروس مهدی حائری یزدی، مؤسسه مطالعات و تحقیقات فرهنگی، تهران ۱۳۶۱
- ویرایش و تدوین کتاب مفاتیح الغیب. اثر صدرالمتألهین شیرازی، با همکاری محمد خواجوی، تهران، مؤسسهٔ پژوهشی حکمت و فلسفه ایران، ۱۳۶۲.
- ویرایش و ترجمة کتاب اسلام در سرزمین ایران، وجوه فلسفی و معنوی مجلَد دوم، سهروردی و افلاطونیان ایران، ترجمه رضا کوهکن، تهران، مؤسسة پژوهشی حکمت و فلسفة ایران، ۱۳۹۰
- الکاشف (الجدید فی الحکمه)، سعدبن منصور ابن کمونه، گروه مصححان، ناشر: مؤسسهٔ پژوهشی حکمت و فلسفه ایران
- دو مجموعه خطی از آثار کلامی، فلسفی، فقهی ابن ابی جمهور احسائی (د: پس از ۹۰۶ ه/۱۵۰۱ م)، گروه مصححان، ناشر: مؤسسه پژوهشی حکمت و فلسفه ایران، مؤسسهٔ مطالعات اسلامی دانشگاه آزاد برلین
- تحفه المتکلمین فی الرد علی الفلاسفه، محمودبن محمد ملاحمی خوارزمی، حسن انصاری (مقدمه)، ویلفرد مادلونگ (مقدمه)، گروه مصححان، ناشر: مؤسسهٔ پژوهشی حکمت و فلسفه ایران، مؤسسه مطالعات اسلامی دانشگاه آزاد برلین
- لغت موران به پیوست چند اثر پراکنده، یحیی بن حبش سهروردی، گروه مصححان، ناشر: مؤسسهٔ پژوهشی حکمت و فلسفه ایران، مؤسسه مطالعات اسلامی دانشگاه آزاد برلین
- کشف‌المعاقد فی شرح قواعدالعقائد: چاپ عکسی از روی نسخه خطی کتابخانه دولتی برلین (آلمان) به ضمیمه بخشی از کتاب الملخص فخر رازی به خط تاج رازی، محمودبن علی حمصی رازی، گروه مصححان، ناشر: مؤسسهٔ پژوهشی حکمت و فلسفه ایران، مؤسسه مطالعات اسلامی دانشگاه آزاد برلین
- طرح پژوهشی «وضعیت فلسفه در آلمان»، به سفارش پژوهشگاه علوم انسانی و مطالعات فرهنگی، (۱۳۷۷ تا ۱۳۸۰)
- «مرز درمان، فزون‌خواهی جسمانی و ترمیم» (بررسی و نقد اخلاقی پدیده جراحی‌های زیبایی در کشورهای اسلامی/ مورد ایران)، مؤسسهٔ پژوهشی حکمت و فلسفه ایران، ۱۳۸۷

## مستند حکایت دل
در سال ۱۴۰۰ شبکه چهار سیما مستندی به نام «بانوی اخلاق و فلسفه دکتر شهین اعوانی» از مجموعه مستندهای حکایت دل را پخش کرد که زندگی تحصیلات و فعالیتهای شهین اعوانی را به تصویر کشید. این مستند از شبکه مستند سیما و شبکه آموزش نیز پخش شد.